# Indeterminación de la traducción
La indeterminación de la traducción es una tesis propuesta por el filósofo analítico Willard Van Orman Quine. La formulación clásica de esta tesis se encuentra en su libro de 1960 Palabra y objeto, el cual reunió y refinó una parte importante de los trabajos previos de Quine sobre temas fuera de la lógica formal y la teoría de conjuntos, por los que Quine era mayormente conocido. La teoría de indeterminación de la traducción aparece desarrollada más extensamente en La relatividad ontológica y otros ensayos (1968).

## Desarrollo
Quine considera los métodos disponibles para un lingüista de campo que intenta traducir un idioma hasta el momento desconocido. En el transcurso de su trabajo, el lingüista advierte que hay siempre distintas formas en los que uno puede segmentar una oración en palabras, y distintas formas de distribuir funciones entre las palabras. Cualquier hipótesis de traducción puede ser defendida únicamente sobre los datos del contexto en los cuales la palabra u oración es proferida por el nativo. Pero la misma indeterminación aparecerá allí: cualquier hipótesis puede ser defendida si uno adopta suficientes hipótesis compensatorias sobre otras partes del idioma. Así, dos lingüistas trabajando simultáneamente en el campo pueden compilar manuales de traducción igualmente compatibles con los datos empíricos disponibles pero radicalmente divergentes uno de otro.
Quine analiza el ejemplo de la palabra "gavagai", proferida por un nativo al ver un conejo. El lingüista podría hacer lo que parece natural y traducirlo como "conejo". Pero otras traducciones también serían compatibles con la evidencia de la que dispone: "comida", "vamos a cazar", "habrá tormenta esta noche" (los nativos podrían ser supersticiosos), "estadio temporal de conejo", "conejidad", "parte no-separable de conejo", etc (esta tesis se conoce a su vez como "indeterminación o inescrutabilidad de la referencia"). Algunas de estas hipótesis podrían volverse más improbables –esto es, hipótesis más difíciles de defender– a la luz de observaciones subsecuentes.  Otras podrían ser descartadas consultando a los nativos: respuestas afirmativas a "¿Es éste el mismo gavagai que el anterior?" excluiría "estadio temporal de conejo", y así sucesivamente.  Pero estas preguntas sólo pueden ser formuladas una vez que el lingüista domina buena parte de la gramática y del vocabulario abstracto nativo; que a su vez solo puede lograrse sobre la base de hipótesis derivadas de bits más simples y observacionales del lenguaje. Ya estas oraciones sobre las cuales se construye la pregunta admiten en sí mismas múltiples interpretaciones, como se sigue de lo dicho anteriormente.
La indeterminación de la traducción también se aplica a la interpretación que hacen los hablantes de su propio idioma (dos hablantes comunicándose en el mismo idioma con las mismas palabras y las mismas conductas podrían significar cosas radicalmente diferentes), y aun a las proferencias pasadas de un mismo hablante. Según Quine, esto no llevaría al escepticismo absoluto sobre el significado –ya sea que se entienda que el significado es incognoscible, o que las palabras no tengan sentido–. De hecho, cuando se combinan estas conclusiones con premisas más o menos conductistas de que todo lo que puede ser aprendido sobre el significado de las proferencias de un hablante puede ser aprendido a través de su conducta, la indeterminación de la traducción puede ser tomada como una sugerencia de que no existen entidades tales como "significados"; en este sentido, es remarcado (o directamente afirmado) que la noción de sinonimia no tiene una definición operacional. Pero decir que no hay "significados" así entendidos no es decir que las palabras no tienen sentido.
Quine niega la existencia de un estándar absoluto para lo correcto y lo incorrecto en la traducción de un idioma a otro; más bien, adopta una perspectiva pragmática acerca de la traducción, que implica que una traducción puede ser consistente con la evidencia conductual. Y mientras Quine de hecho admite la existencia de estándares para discriminar buenas y malas traducciones, tales estándares son periféricos a su preocupación filosófica sobre el acto de traducción, dependiendo de cuestiones pragmáticas tales como la velocidad de la traducción, y la lucidez y la concisión de los resultados. El punto clave es que siempre más de una traducción satisface estos criterios, y por lo tanto ningún sentido único puede ser asignado a palabras y oraciones.
Quine define su posición como conductismo semántico. Para el filósofo, entonces, la evidencia disponible para la traducción la constituyen las conductas observables del hablante y cierta gama de estímulos básicos asociados. El criterio que queda en pie para justificar la comunicación humana es la interacción fluida, ya sea verbal o no verbal, entre dos idiomas o dentro del mismo: “El éxito en la comunicación es evaluado por la fluidez de la conversación, por la predictibilidad frecuente de reacciones verbales y no verbales, y por la coherencia y plausibilidad de los testimonios nativos”.
Como se puede deducir de la tesis de la indeterminación de la referencia, estas ideas tienen consecuencias sobre la ontología: "en cualquiera de los casos, tratamos de buscar las expresiones de nuestro idioma que nosotros usaríamos en esos contextos. Esto sucede porque nuestra observación del entorno ya nos viene determinada por nuestro idioma, de modo que al intentar escrutar la referencia de los términos de otro lenguaje, lo que intentamos es interpretar su ontología en términos de la nuestra" (1969)
En Palabra y objeto, Quine dice que existe un aire de familiaridad entre su tesis y las de Wittgenstein sobre las reglas del significado y el lenguaje privado (que se encuentran en sus investigaciones filosóficas). Aunque sin desarrollar los puntos de contacto, Quine lo menciona para sugerir que quien haya comprendido las implicancias de las tesis de Wittgenstein no encontrará paradójicas sus propias ideas.
El filósofo Hilary Putnam se refirió a la tesis de la indeterminación de la traducción como: “el argumento filosófico más fascinante y más discutido desde la Deducción Trascendental de las Categorías de Kant".

## Obras
- Palabra y objeto (Word and Object). 1960.
- La relatividad ontológica y otros ensayos (Ontological Relativity and Other Essays). 1969.
- Tres indeterminaciones. 1988.